# Aleksandr Gusiew (polityk)
Aleksandr Pietrowicz Gusiew (ros. Алекса́ндр Петро́вич Гу́сев, ur. 5 czerwca 1943 w miejscowości Tiepłowaja w obwodzie swierdłowskim, zm. 15 czerwca 2021 w Asbieście w obwodzie swierdłowskim) – radziecki i rosyjski polityk i inżynier, I sekretarz Komitetu Obwodowego KPZR w Swierdłowsku w 1990.
W 1967 ukończył Uralski Instytut Politechniczny (wydział radiotechniczny), po czym został inżynierem-elektrykiem. Po ukończeniu Swierdłowskiego Instytutu Górniczego w 1976 został kandydatem nauk technicznych. Pracował w instytucie przemysłowym w Asbieście jako kierownik sektora i kierownik laboratorium. Od 1983 był II sekretarzem Komitetu Miejskiego KPZR w Asbieście, a od stycznia 1986 I sekretarzem tego komitetu. Od marca 1990 deputowany i przewodniczący Rady Miejskiej w Asbieście, 7 kwietnia 1990 wybrany I sekretarzem Komitetu Obwodowego KPZR w Swierdłowsku. Zrezygnował z tego stanowiska 2 czerwca 1990. Był delegatem na XIX Wszechzwiązkową Konferencję KPZR i XVIII Zjazd KPZR. Odznaczony Medalem „Za pracowniczą dzielność” w marcu 1981.